# Турдён
Турдён (фр. Tourdun) — коммуна во Франции, находится в регионе Юг — Пиренеи. Департамент — Жер. Входит в состав кантона Марсьяк. Округ коммуны — Миранд.
Код INSEE коммуны — 32450.

## География

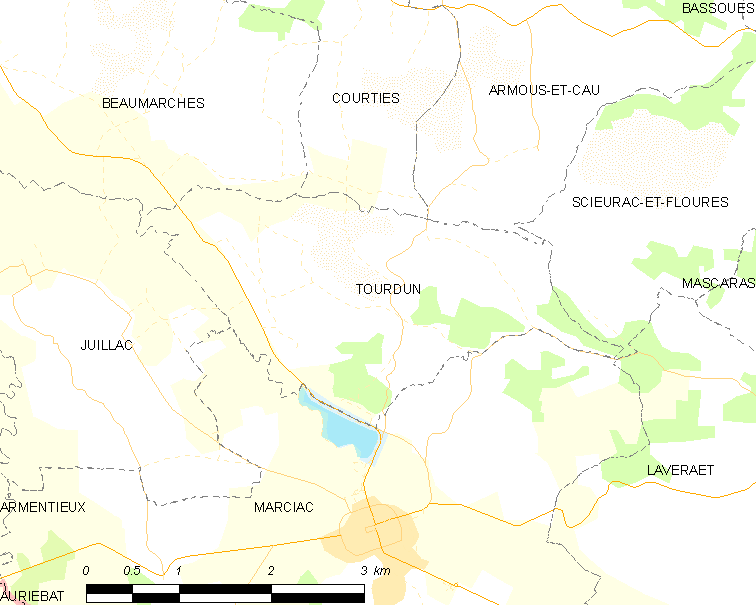
Карта коммуны

Коммуна расположена приблизительно в 620 км к югу от Парижа, в 105 км западнее Тулузы, в 37 км к западу от Оша.
На западе коммуны протекает река Буэс.

## Климат
Климат умеренно-океанический. Лето жаркое и немного дождливое, температура часто превышает 35 °С. Зимой часто бывает отрицательная температура и ночные заморозки. Годовое количество осадков — 700—900 мм.

## Население
Население коммуны на 2010 год составляло 96 человек.
| 1962 | 1968 | 1975 | 1982 | 1990 | 1999 | 2010 |
| ---- | ---- | ---- | ---- | ---- | ---- | ---- |
| 93   | 97   | 88   | 85   | 91   | 105  | 96   |

## Администрация
| Период | Период | Фамилия           | Партия | Примечания |
| ------ | ------ | ----------------- | ------ | ---------- |
| 2001   | 2020   | Кристин Баньяроза |        |            |

## Экономика
В 2010 году среди 63 человек трудоспособного возраста (15-64 лет) 47 были экономически активными, 16 — неактивными (показатель активности — 74,6 %, в 1999 году было 77,4 %). Из 47 активных жителей работали 44 человека (23 мужчины и 21 женщина), безработных было 3 (0 мужчин и 3 женщины). Среди 16 неактивных 4 человека были учениками или студентами, 6 — пенсионерами, 6 были неактивными по другим причинам.